# Эрик II (герцог Померании)
Эрик II (1418/1425 — 5 июля 1474, Вольгаст) — герцог Померании-Вольгаста (1457—1474), Померании-Слупска (1459—1474) и Померании-Щецина (1464—1474).

## Биография
Представитель династии Грифичей. Старший сын Вартислава IX (1395/1400 — 1457), герцога Вольгаста (1405—1451) и Западной Померании (1451—1457), и Софии Саксен-Лауэнбургской (ум. 1462).
В 1457 году после смерти отца Вартислава Эрик II унаследовал Вольгастское герцогство, первоначально правил вместе со своим младшим братом Вартиславом X (ок. 1435—1478).
В качестве мужа Софии Померанской (единственный в истории династический брак представителей померанского княжеского дома) Эрик II был преемником Эрика I Померанского (1382—1459), короля Дании, Швеции и Норвегии, который после потери королевского трона управлял Слупским княжеством.
В 1459 году после смерти бездетного Эрика Померанского Эрик II унаследовал Слупское герцогство, передав Вольгаст своему младшему брату Вартиславу X.
В 1460 году герцог Эрик II Померанский вступил в конфликт с польским королём Казимиром Ягеллончиком (1447—1492) из-за захвата пограничного города. Конфликт завершился в 1461 году благодаря посредничеству герцогини Софии Померанской. В 1462 году Эрик получил во владение Лемборкско-Бытувскую землю, принадлежавшую ранее Тевтонском ордену, которую затем получил в ленное владение от Польши.
В 1464 году после смерти герцога Оттона III (1444—1464), последнего герцога Щецинского (1451—1464), братья Эрик II и Вартислав X присоединили к своим владениям Щецинское герцогство. Из-за этого Эрик II оказался в состоянии войны с Бранденбургским маркграфством. В 1468 году, несмотря на подписанный двумя годами ранее мирный договор в Мыслибуже, герцог Эрик II уступил в пользу Бранденбурга ряд пограничных земель.
В 1469 году Померания и Бранденбург безуспешно пытались завершить военный конфликт. Польский король Казимир Ягеллончик отказался от роли арбитра в их споре. В 1472 году в результате нового договора, заключенного под давлением императора Священной Римской империи Фридриха III Габсбурга, часть земель Щецинского герцогства, доставшегося во владение Эрику, была признана леном Бранденбургского маркграфства.
5 июля 1474 года герцог Эрик II Померанский скончался от эпидемии чумы в Вольгасте. Он был похоронен в цистерцианском монастыре Эльдена. Ему наследовал старший сын Богуслав X Великий.

## Семья и дети
В ранней специальной литературе существовало мнение о двух браках Эрика II. Его первой женой предположительно была Маргарита Мекленбургская, дочь Генриха II, герцога Мекленбург-Старград (1417—1466), которая умерла до брачной церемонии. Современная генеалогия отвергает эту точку зрения и считает Маргариту не женой, а только невестой.
В 1451 году Эрик II женился на 16-летней Софии Померанской (ок. 1434 — 24 августа 1497), дочери герцога Померания-Вольгаст-Штольп Богуслава IX (1407/1410-1446) и Марии Мазовецкой (1408/1415-1454). У них было много детей:
- Богуслав X Великий (28 или 29 мая 1454 — 5 октября 1523) — герцог Померанский
- Казимир VI (ок. 1455 — 8/15 сентября 1474) — герцог Померанский
- Елизавета (ум. 1463), невеста Иоганна V, герцога Саксен-Лауэнбургского
- София (ок. 1462 — 26 апреля 1504), невеста Иоганна VI и жена Магнуса II, сыновей герцога Генриха IV Мекленбургского
- Елизавета (ок. 1463 — после 22 октября 1516) — настоятельница бенедиктинского монастыря в Ферхене
- Вартислав XI (после 1465 и ок. 1474),
- Барним (IX) (после 1465—1474),
- сыновья, вероятно, умершие в молодом возрасте
- дочь (имя и годы жизни неизвестны)
- Малгоржата (Маргарита) (ок. 1470 — 27 марта 1526) — жена с 1487 года герцога Бальтазара Мекленбургского (1477—1507), коадъютора Шверинского епископства
- Катарина (Екатерина) (1465—1526), жена с 1486 года Генриха IV Старшего (1463—1514), герцога Брауншвейг-Вольфенбюттельского (1495—1514)
- Мария (до 5 июля 1574—1512), настоятельница Волинского цистерцианского монастыря